# Flemingia wangkae
Flemingia wangkae är en ärtväxtart som beskrevs av William Grant Craib. Flemingia wangkae ingår i släktet Flemingia och familjen ärtväxter. Inga underarter finns listade i Catalogue of Life.